# Xavier Vilató i Ruiz
Xavier Vilató i Ruiz, conegut artísticament com a Javier Vilató (Barcelona, 11 de novembre de 1921 - París, 10 de març de 2000) va desenvolupar la seva carrera, com a pintor, gravador i escultor, entre Barcelona i París, on va arribar l'any 1946, acompanyat pel seu germà Josefín (J. Fin) gràcies a una beca de l'Institut Francès.
Nebot de Pablo Picasso –fill de la seva germana Lola i del neuropsiquiatra Joan Baptista Vilató-, a París va esdevenir gendre del pintor Élie Lascaux, el qual era cunyat de Daniel-Henry Kahnweiler i oncle polític de Michel Leiris, tots ells noms destacats de l'art del seu temps, quan París n'era el centre de referència internacional.
L'any 1939, tot just abandonar el camp de concentració d'Argelers, on havia estat confinat amb el seu germà, va començar una carrera artística molt intensa (pintura, dibuix, escultura, gravat, ceràmica, murals...) que, amb el temps, va obrir-li les portes de centres com el Museu d'Art Modern de Nova York, el Georges Pompidou de París o el Reina Sofia de Madrid.
Vilató va ser un artista vital, apassionat, enèrgic, traductor de la llum i el color mediterranis que l'acompanyaren sempre, tant a Barcelona, com al Midi francès o als estius alacantins. Defensà sempre l'autenticitat, fugint de conceptes establerts o de moda. La seva obra, tan centrada en els temes del seu entorn, expressa una manera de viure la vida a través de l'art.
L'estreta relació de Vilató amb el seu oncle arribà a ser gairebé fraternal, tot compartint tant interessos artístics com l'atracció pel Mediterrani o confidències i secrets amorosos, un fet que comportà un intercanvi recíproc, més enllà de ser una relació exclusivament unívoca. Això explica, per exemple, el paper destacat que Vilató tingué l'any 1970 en la donació de les obres del seu oncle, custodiades per la seva família, a l'Ajuntament de Barcelona, fons clau del Museu Picasso.
El 2012, i sota el títol Vilató (1921-2000). Barcelona-París. Un camí de llibertat es van organitzar 5 exposicions, comissariades pel fill de l'artista, Xavier Vilató, a diferents museus i galeries de la ciutat de Barcelona: Museu Picasso ("Gent"), Museu Frederic Marès ("En bronze"), a l'Espai Volart2 de la Fundació Vila Casas ("Bestioles"), la Sala Dalmau ("Coses") i la Galeria Joan Gaspar ("En paper"). En total eren més de 170 obres, representatives de totes les èpoques i facetes de la seva trajectòria creativa.